# 四角佳子
四角 佳子（よすみ けいこ、1952年3月4日 - ）は、日本の女性歌手。六文銭、六文銭'09メンバー。血液型O型。大阪府岸和田市出身。愛称は「おけい」または「おけいさん」。

## 西野バレエ団
金井克子、岸ユキ、原田糸子、由美かおる、奈美悦子らと共に西野バレエ団で学び、上京後は江美早苗に続く期待の新星として志麻ゆきの名で1968年に日本テレビ『レ・ガールズ』でデビュー。しかし既に番組は終盤に差し掛かっており併せてレ・ガールズの人気自体が下火になっていたこともあって人気を得るに至らなかった。また、1970年には日本万国博覧会を記念して行われた世界美女コンテスト・ヤングフェスティバル「ハルミラ」の主題歌「風に乗って」でレコードデビューも果たしている。

### 出演作品

#### テレビ
- レ・ガールズ（1968年、日本テレビ）
- オレとシャム猫 第20話「道頓堀（トンボリ）のドラ猫がやって来た！」（1969年8月13日、TBS・国際放映）

#### 映画
- 初恋宣言（1968年、松竹） - 横山明子 役※志摩ゆき名義

### ディスコグラフィ
※志麻ゆき名義。六文銭、六文銭'09のディスコグラフィは六文銭、六文銭'09を参照

#### シングル
| 発売日       | A/B面        | タイトル             | 作詞家           | 作曲家       | 編曲家       | 規格品番     |
| 東芝レコード | 東芝レコード | 東芝レコード         | 東芝レコード     | 東芝レコード | 東芝レコード | 東芝レコード |
| ------------ | ------------ | -------------------- | ---------------- | ------------ | ------------ | ------------ |
| 1970.02      | A面          | 風に乗って           | ふじのこうのすけ | 小室等       | 木田高介     | TP-2251      |
|              | B面          | いろんな奴がいる世界 | 石井ケイ         | 小室等       | 木田高介     | TP-2251      |
| 1970.08.01   | A面          | 夜明け前             | かぜ耕士         | 小室等       | 森田公一     | TP-2316      |
|              | B面          | 恋は謎々             | なかにし礼       | 小室等       | 森田公一     | TP-2316      |

## 六文銭〜
- 1971年 - 第8期最後の六文銭のメンバーとして愛知県の岡崎のステージで再デビュー。この年の世界歌謡祭でグランプリを獲得した"出発の歌"の際のメンバーでもある。六文銭として"キングサーモンのいる島"及び"メモリアル1&2"のLPを残す。小室等、及川恒平とともにメインボーカルを担当。
- 1972年 - 吉田拓郎との結婚を機に引退。以来28年間、芸能界を完全に引退していた。
- 1973年 - 吉田拓郎のアルバム『伽草子』に参加。「春の風が吹いていたら」では吉田とデュエットする。
- 1975年 - 吉田拓郎と離婚。
- 2000年 - 2000年、横浜で行われた及川恒平のライブに観客のひとりとして参加した際、ゲストに呼ばれていた小室等と共に28年ぶりにステージに立ち再び歌の世界へ戻ることになった。以後、3人で歌う場合のユニット名を、“まるで六文銭のように”として、ライブを中心に活動を再開。
- 2003年 - 安倍なつみと「おけいさんと安倍なつみ」としてシングル『母と娘のデュエットソング』（作詞：つんく、作曲：小室等）をリリース。
- 2005年 - 10月8日「OK's SQUARE」The Firstとして初のソロライブを同名の応援ホームページの主催者を中心に開催。以後ソロ活動も実施。
- 2007年 - ユニットとしての“まるで六文銭のように”として新生フォーライフレコードよりCD“はじまりはじまる”をリリース。六文銭時代の曲と新曲を織り交ぜて、すべて1発取りのライブ感重視の音作りがなされている。
- 2008年 -年2回の OK's SQUAREの他、木村香真良をギタリスト兼コーラスとして全国各地でソロライブ活動を展開。“まるで六文銭のように”としてのライブ、猫とのジョイントライブなどと合わせ精力的にライブ活動を実施。ソロライブでは六文銭時代及び“まるで六文銭のように”の歌に加え、本人及び木村香真良によるオリジナルソング、内外のカバー曲など多彩なレパートリーを披露している。
- 2009年 - この年よりサポート・ギタリストが古橋一晃に。
- 2009年 - “まるで六文銭のように”はこむろゆい（小室等の長女、まるで六文銭のようにのマネージャー)を正式メンバーに迎え、しばらくは4人の"まるで六文銭のように"として活動していたが、小室等言うところの“うた”と“おと”を模索し続ける『場』としての六文銭自体も戻ってきたとの認識のもとに"六文銭'09"へと発展的に改名した。そして4月22日に六文銭'09の初CDとして“おとのば”をリリース。このCDの中では"一緒に帰ろう"と"出発の歌"でリードボーカルをとっている。そして、それに続くように7月8日には四角佳子としての初ソロCDとして“初恋”がリリースすることが決定した。